# Паљево
Паљево је насеље у Србији у општини Тутин у Рашком округу. Помиње се у Девичком поменику 1779. године. Дародавци манастира, те године били су Јован и Стефан. Према попису из 2022. било је 256 становника. У селу се налази пећинска црква, у народу позната као лечилиште, у коју су људи свих вероисповести долазили тражећи од Бога излечење болести. Проглашена је 1987.године за културно добро - археолошко налазиште.
Према некима, село се зове Паљево, јер је спаљено приликом прогона богумила у Рашкој, а поједини аутори сматрају да је пећинска црква стара богумилска келија.

## Демографија
У насељу Паљево живи 256 пунолетних становника, а просечна старост становништва износи 31,1 година (31,8 код мушкараца и 30,4 код жена). У насељу има 58 домаћинстава, а просечан број чланова по домаћинству је 6,36.
Ово насеље је великим делом насељено Бошњацима (према попису из 2002. године), а у последња три пописа, примећен је пад у броју становника.
|  |

| Демографија | Демографија | Демографија |
| Година      | Становника  | Становника  |
| ----------- | ----------- | ----------- |
| 1948.       | 463         |             |
| 1953.       | 490         |             |
| 1961.       | 521         |             |
| 1971.       | 539         |             |
| 1981.       | 543         |             |
| 1991.       | 436         | 430         |
| 2002.       | 369         | 405         |

| Етнички састав према попису из 2002.‍ | Етнички састав према попису из 2002.‍ | Етнички састав према попису из 2002.‍ | Етнички састав према попису из 2002.‍ | Етнички састав према попису из 2002.‍ |
| ------------------------------------ | ------------------------------------ | ------------------------------------ | ------------------------------------ | ------------------------------------ |
|                                      |                                      |                                      |                                      |                                      |
| Бошњаци                              | Бошњаци                              |                                      | 368                                  | 99,72%                               |
| непознато                            | непознато                            |                                      | 1                                    | 0,27%                                |

| Година пописа     | 1948. | 1953. | 1961. | 1971. | 1981. | 1991. | 2002. |
| ----------------- | ----- | ----- | ----- | ----- | ----- | ----- | ----- |
| Број домаћинстава | 69    | 81    | 75    | 80    | 86    | 78    | 58    |

| Број чланова      | 1 | 2 | 3 | 4 | 5 | 6 | 7  | 8 | 9 | 10 и више | Просек |
| ----------------- | - | - | - | - | - | - | -- | - | - | --------- | ------ |
| Број домаћинстава | 2 | 4 | 1 | 7 | 6 | 9 | 12 | 8 | 5 | 4         | 6,36   |

| Пол    | Укупно | Неожењен/Неудата | Ожењен/Удата | Удовац/Удовица | Разведен/Разведена | Непознато |
| ------ | ------ | ---------------- | ------------ | -------------- | ------------------ | --------- |
| Мушки  | 141    | 58               | 76           | 7              | 0                  | 0         |
| Женски | 137    | 47               | 81           | 9              | 0                  | 0         |
| УКУПНО | 278    | 105              | 157          | 16             | 0                  | 0         |

| Пол    | Укупно                    | Пољопривреда, лов и шумарство | Рибарство                            | Вађење руде и камена | Прерађивачка индустрија       |
| ------ | ------------------------- | ----------------------------- | ------------------------------------ | -------------------- | ----------------------------- |
| Мушки  | 59                        | 50                            | 0                                    | 0                    | 2                             |
| Женски | 30                        | 28                            | 0                                    | 0                    | 1                             |
| УКУПНО | 89                        | 78                            | 0                                    | 0                    | 3                             |
| Пол    | Производња и снабдевање   | Грађевинарство                | Трговина                             | Хотели и ресторани   | Саобраћај, складиштење и везе |
| Мушки  | 0                         | 1                             | 1                                    | 1                    | 1                             |
| Женски | 0                         | 0                             | 0                                    | 0                    | 0                             |
| УКУПНО | 0                         | 1                             | 1                                    | 1                    | 1                             |
| Пол    | Финансијско посредовање   | Некретнине                    | Државна управа и одбрана             | Образовање           | Здравствени и социјални рад   |
| Мушки  | 0                         | 0                             | 0                                    | 2                    | 0                             |
| Женски | 0                         | 0                             | 0                                    | 0                    | 1                             |
| УКУПНО | 0                         | 0                             | 0                                    | 2                    | 1                             |
| Пол    | Остале услужне активности | Приватна домаћинства          | Екстериторијалне организације и тела | Непознато            | Непознато                     |
| Мушки  | 0                         | 0                             | 0                                    | 1                    | 1                             |
| Женски | 0                         | 0                             | 0                                    | 0                    | 0                             |
| УКУПНО | 0                         | 0                             | 0                                    | 1                    | 1                             |